# Разак-сюр-л’Иль
Раза́к-сюр-л’Иль (фр. Razac-sur-l'Isle) — коммуна во Франции, находится в регионе Аквитания. Департамент — Дордонь. Входит в состав кантона Кулунье-Шамье. Округ коммуны — Перигё.
Код INSEE коммуны — 24350.

## География

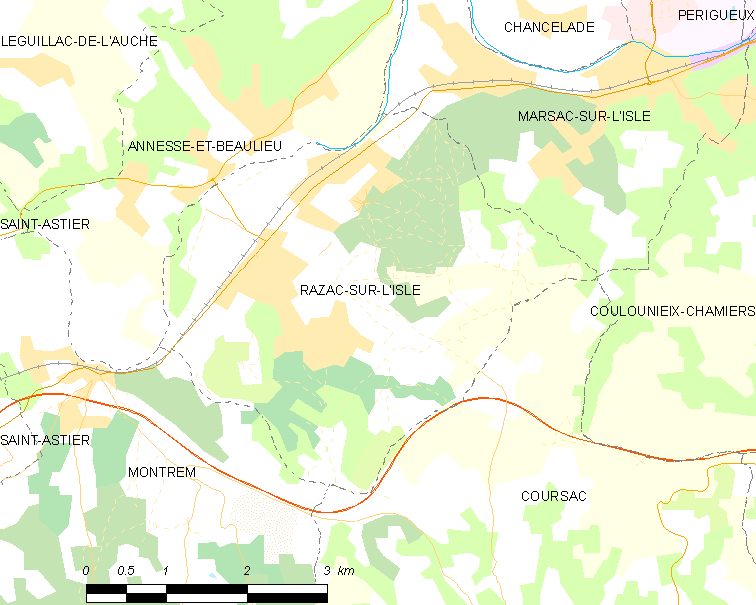
Карта коммуны

Коммуна расположена приблизительно в 440 км к югу от Парижа, в 100 км восточнее Бордо, в 10 км к западу от Перигё.
На северо-западе коммуны протекает река Иль.

### Климат
Климат умеренный океанический со средним уровнем осадков, которые выпадают преимущественно зимой. Лето здесь долгое и тёплое, однако также довольно влажное, здесь не бывает регулярных периодов летней засухи. Средняя температура января — 5 °C, июля — 18 °C. Изредка вследствие стечения неблагоприятных погодных условий может наблюдаться непродолжительная засуха или случаются поздние заморозки. Климат меняется очень часто, как в течение сезона, так и год от года.

## Население
Население коммуны на 2010 год составляло 2447 человек.
| 1962 | 1968 | 1975 | 1982 | 1990 | 1999 | 2010 |
| ---- | ---- | ---- | ---- | ---- | ---- | ---- |
| 1218 | 1364 | 1702 | 2062 | 2212 | 2274 | 2447 |

## Администрация
| Период | Период | Фамилия       | Партия                  | Примечания                                    |
| ------ | ------ | ------------- | ----------------------- | --------------------------------------------- |
| 1929   | 1964   | Роже Готье    |                         |                                               |
| 1964   | 1995   | Роже Рудье    | Социалистическая партия | директор начальной школы; сенатор (1988—1989) |
| 1995   | 2014   | Жан-Ги Нассе  | Разные левые            | пенсионер                                     |
| 2014   | 2020   | Бернадет Поль | Социалистическая партия |                                               |

## Экономика
В 2010 году среди 1470 человек трудоспособного возраста (15-64 лет) 1049 были экономически активными, 421 — неактивными (показатель активности — 71,4 %, в 1999 году было 69,6 %). Из 1049 активных жителей работали 967 человек (499 мужчин и 468 женщин), безработных было 82 (37 мужчин и 45 женщин). Среди 421 неактивных 106 человек были учениками или студентами, 198 — пенсионерами, 117 были неактивными по другим причинам.

## Достопримечательности
- Замок Антоньяк (XVIII век)
- Замок Марсаге
- Церковь Успения Пресвятой Богородицы

## Фотогалерея

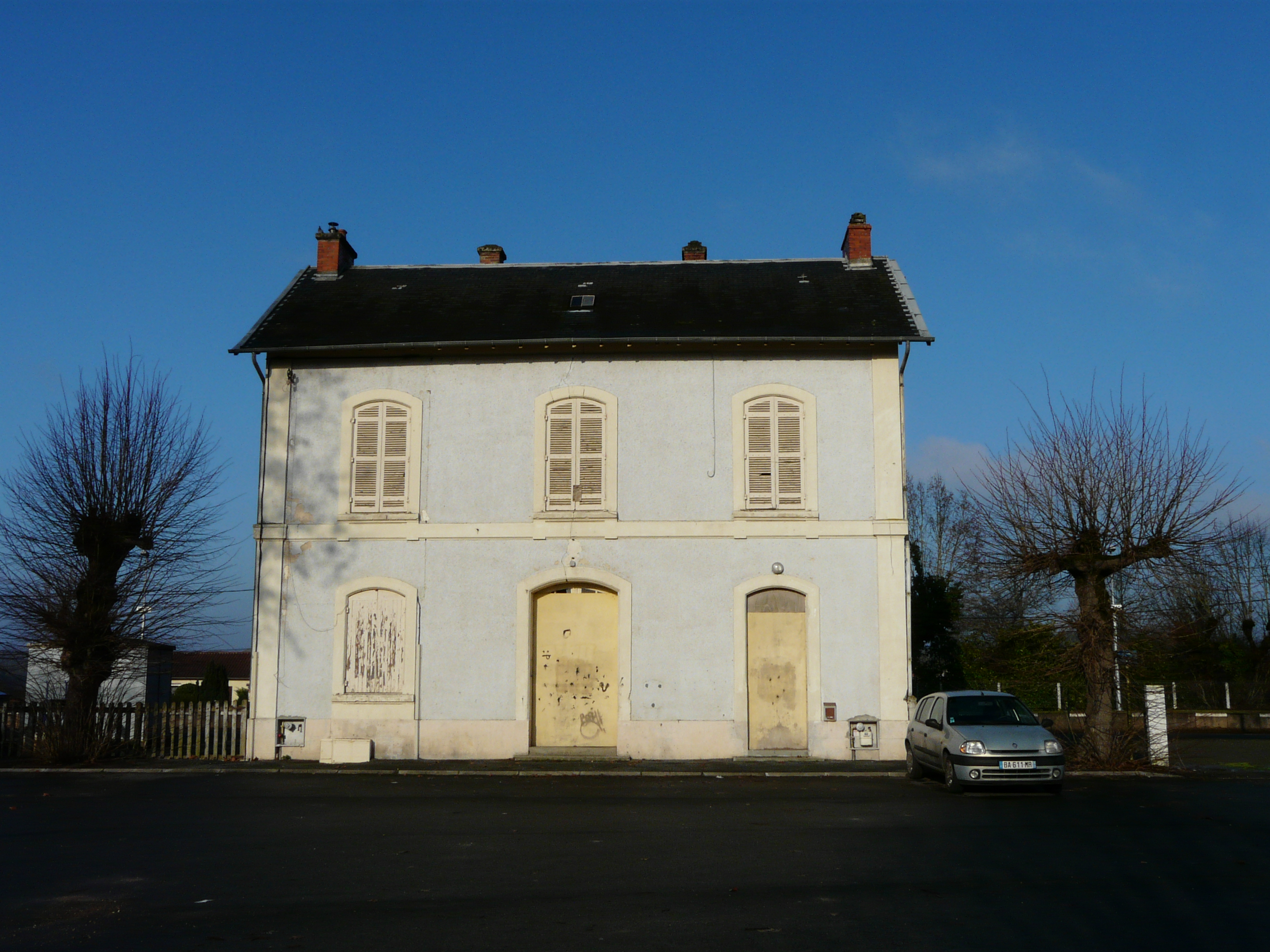
Вокзал
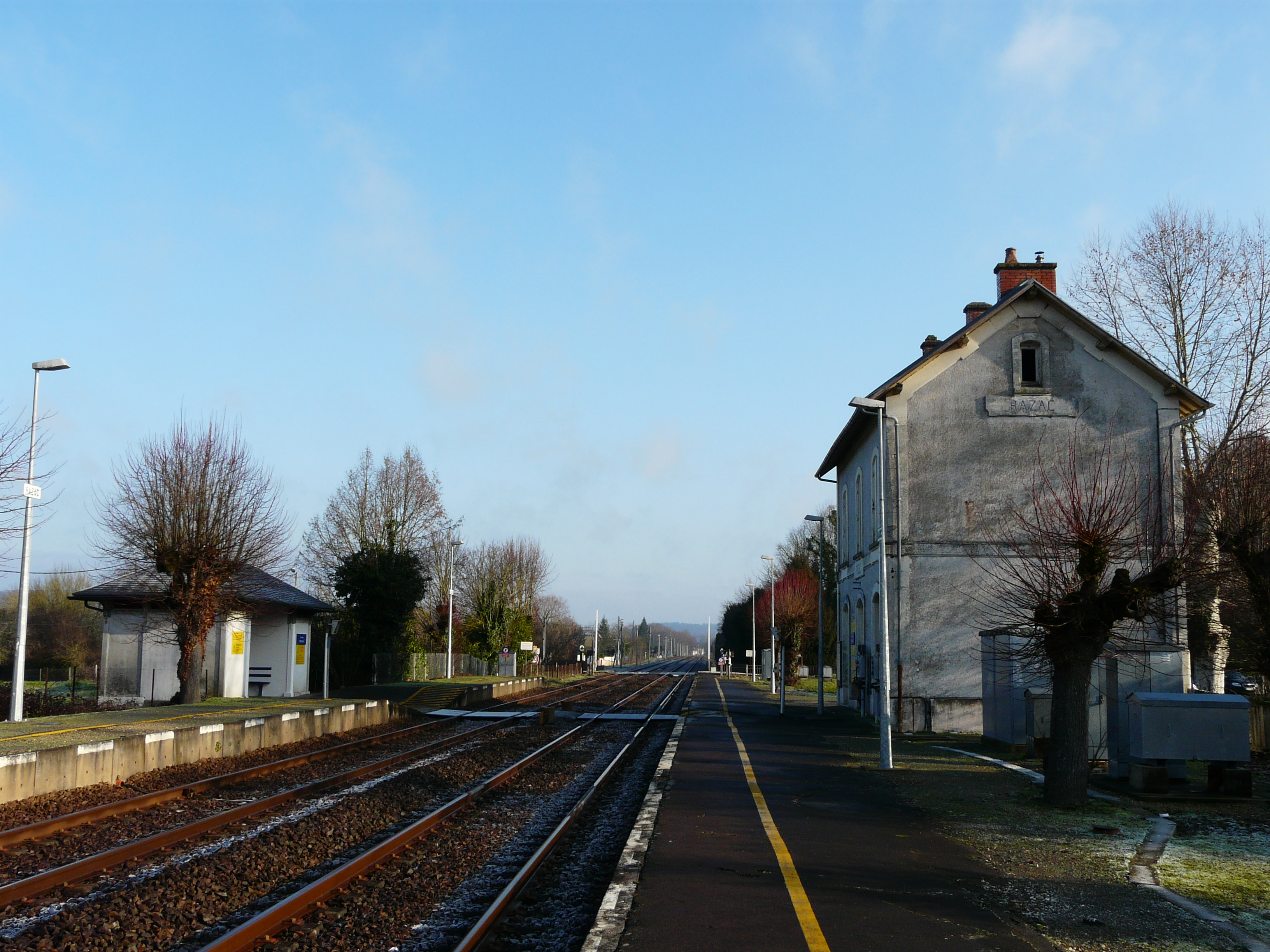
Вокзал
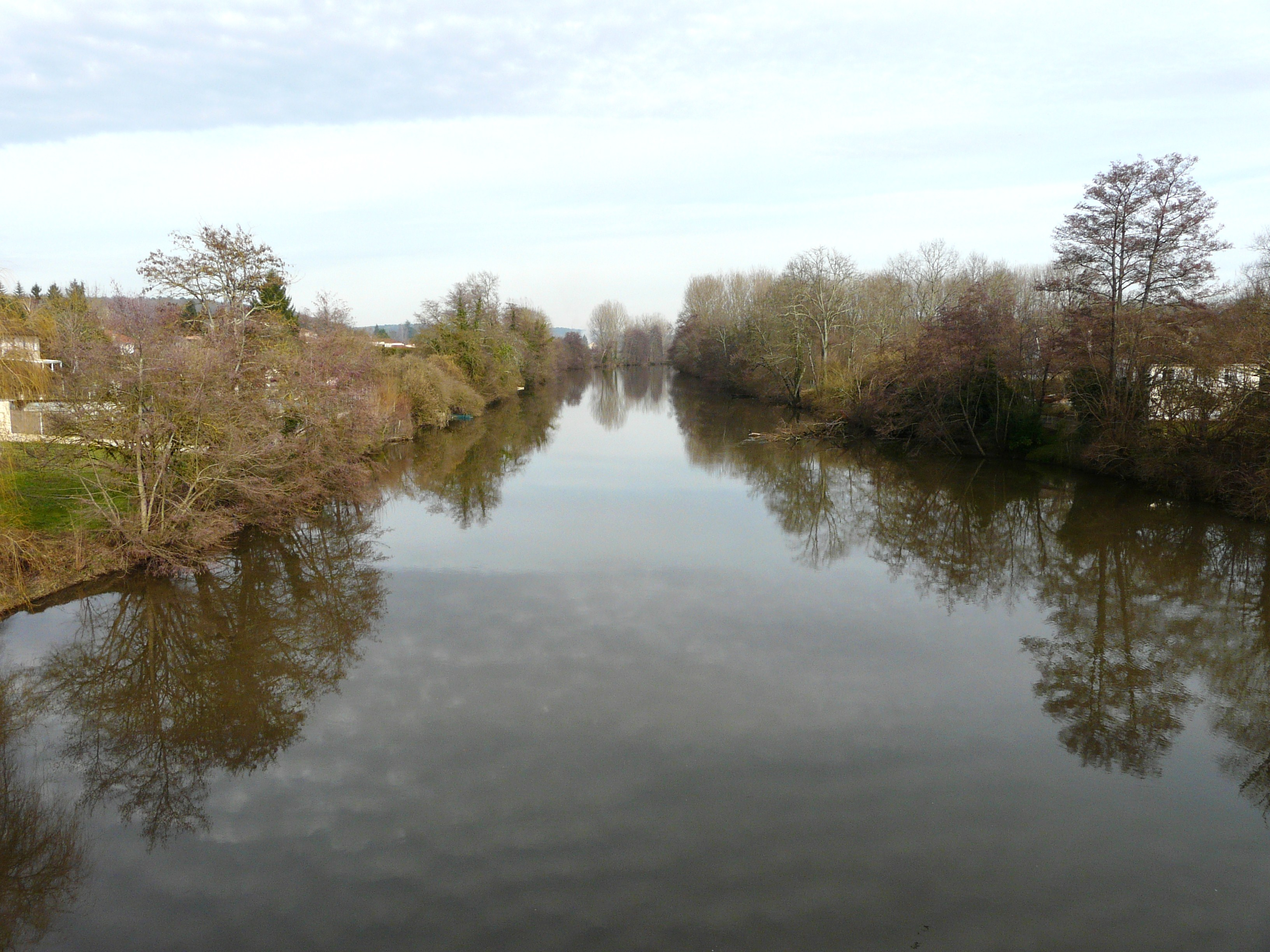
Река Иль
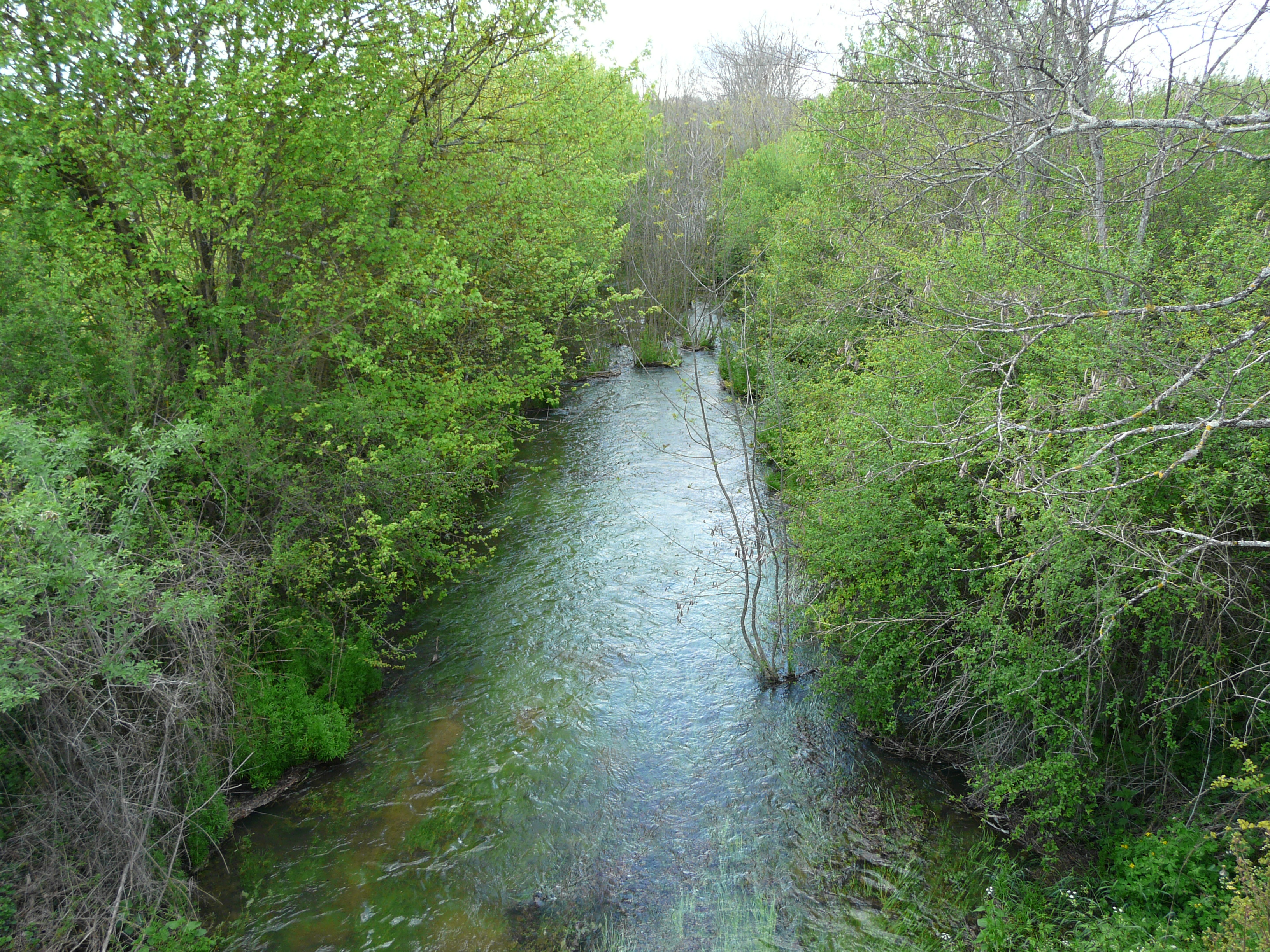
Река Серф